# Verstand
Het verstand is het (menselijke) vermogen om logisch te redeneren en is noodzakelijk om te kunnen leren. Het verstand is synoniem met het denkvermogen. De mate van ontwikkeling van dat vermogen is de intelligentie.

## Algemeen
De Verlichtingsfilosoof Immanuel Kant stelde, dat het verstand het 'vermogen der regels' is, ofwel het 'vermogen om middellijke (het tegenovergestelde van 'onmiddellijke') afleidingen te maken'. De rede is volgens hem het 'vermogen der principes', ofwel het 'vermogen dat begrippen voortbrengt´. (Een tweede betekenis van het begrip rede denoteert het geheel van gevoel, verstand en rede).
In de Verlichting stonden de rede en het verstand centraal. Het motto van de filosofische stroming luidde: "Sapere aude", vrij vertaald als "Heb zelf het lef van je eigen verstand gebruik te maken!".
Kant maakte het onderscheid tussen de Verlichtingsperiode en de Verlichte periode. Zijn tijd was nog geen Verlichte periode. Volgens sommigen is de verwezenlijking van de Verlichtingsidealen inmiddels binnen bereik en wacht ons dus een Verlichte periode.
De contemporaine neuropsychologie en de filosofische stroming van het materialisme veronderstellen dat het verstand in het brein gesitueerd is, maar zich niet daartoe beperkt. Zonder zenuwstelsel zouden de hersenen nutteloos zijn.

## Verstand bij dieren
Door sommige psychologen en biologen wordt voorondersteld dat dieren, in tegenstelling tot mensen, geen verstand hebben, maar een instinct: bij de mens volgt op een stimulus niet automatisch een reactie of respons zoals bij dieren. De mens kan met behulp van zijn verstand en zijn wil individuele doelen stellen naast voeding, groei en voortplanting. Ook is de mens vrij om de middelen te kiezen om een doel te verwezenlijken. Bijvoorbeeld met het verstand beredeneert de mens dat het hygiënischer (ofwel: "verstandiger") is om met een stokje, met een mes en vork, of met de blote handen te eten.
Het verstand is volgens sommigen geen exclusief menselijk vermogen. De zoogdieren en sommige andere zogenaamde hogere diersoorten hebben waarschijnlijk een verstand en vertonen een zekere mate van leergedrag, dat echter van een andere orde is dan het onze: minder complex en weinig-creatief. Dieren-intelligentie is beduidend minder ontwikkeld dan bij de gemiddelde mens.